# Тимченко, Марфа Ксенофонтовна
Марфа Ксенофонтовна Тимченко (укр. Ма́рфа Ксенофо́нтівна Ти́мченко; 25 марта 1922, Петриковка (ныне – посёлок городского типа Петриковского района
Днепропетровской области, Украина) — 26 марта 2009, Киев) — украинский и советский мастер народной декоративной росписи, член Союза художников СССР, Народный художник УССР (1977). Лауреат Национальной премии Украины имени Т. Шевченко (2000) и премии имени Е. Белокур (1990).

## Биография
В 1936—1938 годах обучалась в Петриковской школе декоративного рисования у Татьяны Паты, в 1938—1941 годах — в Киевской школе мастеров народного творчества (c 1940 — Киевское художественно-промышленное училище).
С 1954 — старший художник экспериментального керамико-художественного завода в Киеве (бывший Киевский фарфоровый завод).

## Творчество
Стояла у истоков создания украинского стиля росписей фарфоровых изделий. Более 30 лет творческой жизни отдала работе на фарфоровых заводах Украины, своими многочисленными произведениями продемонстрировала прекрасное чувство материала, его особенностей, умение орнаментальным декором подчеркнуть форму изделия.
Мастер Петриковской росписи. Занималась украшением изделий из фарфора в народных традициях, применяя технику надглазурной и подглазурной росписи на фарфоре.
Автор плакатов, книжной графики, подлаковой росписи на дереве. Ей принадлежат также росписи на бумаге и картоне («У морі» (1963), «Сині птахи» (1966), «Курінь» (1970), «Ведмежа сім’я» (1972—73), «Дощ у Седневі» (1975)).
Работала в области монументальной декоративной росписи (художественное оформление магазина «Казка» на ул. Красноармейской в Киеве)(1979), а также оформление Центральной детской библиотеки города Белая Церковь (ул. Леваневского 55) в 1983, в соавт. с О. И. Скицюк и Скицюком И. С.).
Произведения М. Тимченко экспонировались на республиканских, всесоюзных и международных выставках. Хранятся в Государственном музее декоративного украинского искусства, других музеях Украины и зарубежных частных коллекциях.
Среди работ художницы росписи подарочных ваз для Мао Цзэдуна, Никсона, Тито, Брежнева, Косыгина, Щербицкого и др.

## Избранные работы
- вазы
  - «Юбилейная ваза» (1962),
  - «І вітряки на полі… І долом геть собі село» (1964),
  - «Коло млину, коло броду» (1972);
- декоративное блюдо «Богатство» (1970)
- «Горобина» (1987),
- «Ранок на селі» (1989—1990),
- «Село» (1989) и др.

## Награды
- Орден княгини Ольги III степени (2007)[2]
- Орден «Знак Почёта»
- Народный художник УССР (1977)
- премия имени Екатерины Билокур за выдающиеся произведения традиционного народного искусства (1990)
- Национальная премия Украины имени Тараса Шевченко (2000)